# Arthropeina
Arthropeina  (лат.) — род двукрылых из семейства древесинницы, насчитывающий 6 видов. Все представители встречаются в Южной Америке.

## Описание
Тело имаго в основном от жёлтого до красновато-жёлтого цвета, длиной от 6,0-7,5 мм. На вершине усики конически сужаются. Два вершинных (7-8) членика усика образуют стилус (палочку). По длине они примерно равны всем другим членикам усика вместе взятым. Глазковый бугорок чёрный, слегка выступающий. На темени имеются с короткие щетинки. Глаза чёрные не покрыты волосками. Хоботок желтоватый. Верхняя часть лица покрыта серебристым опылением. Среднеспинка и щиток одноцветные или с темными полосами или пятнами. Бочки груди часто с темными пятнами в коротком опушении. Ноги жёлтые с тёмными пятнами или полностью тёмные. Задние бёдра обычно тонкие без ряда бугорков. Брюшко от палевого до красновато-жёлтого, состоит из шести-восьми видимых сегментов. Тергиты с темными поперечными полосами. Стерниты слабо склеротизованы.

## Классификация
В мировой фауне насчитывается 6 видов. По мнению американского энтомолога Нормана Вудли род Arthropeina образует кладу с родом Solva. В 2019 году из отложений мелового периода Мьянмы был описан род Cretarthropeina, имеющий сходство с Arthropeina.
- Arthropeina colombiana Fachin & Amorim, 2014
- Arthropeina. diadelothorax Fachin & Amorim, 2014
- Arthropeina fulva Lindner, 1949
- Arthropeina lindneri Fachin & Amorim, 2014
- Arthropeina melanochroma Fachin & Amorim, 2014
- Arthropeina pseudofulva Fachin & Amorim, 2014

## Распространение
Представители рода встречаются в Бразилии, Гайане, Колумбии, Эквадоре, Перу и Боливии.